# Pterostichus ventralis
Pterostichus ventralis är en skalbaggsart som beskrevs av Thomas Say 1825. Pterostichus ventralis ingår i släktet Pterostichus och familjen jordlöpare. Inga underarter finns listade i Catalogue of Life.